# کوه توکرا
کوه توکرا (به اسپانیایی: Tocra) یک کوه در پرو است که در Peru, Puno Region واقع شده‌است. کوه توکرا ۵٬۰۰۰ متر بالاتر از سطح دریا واقع شده‌است.